# كابالي
كابالي هو فيلم أكشن دراما هندي باللغة التاميلية من بطولة رادهيكا أبتي،كيشور وجون فيجاي،تم عرض الفيلم في 22 يوليو 2016.

## روابط خارجية
- كابالي على موقع IMDb (الإنجليزية)
- كابالي على موقع روتن توميتوز (الإنجليزية)
- كابالي على موقع قاعدة بيانات الأفلام العربية
- كابالي على موقع ألو سيني (الفرنسية)
- كابالي على موقع بوكس أوفيس موجو (الإنجليزية)
- كابالي على موقع فيلمافينيتي (الإسبانية)
- كابالي على موقع قاعدة بيانات الفيلم (الإنجليزية)
- كابالي على موقع ليتربوكسد (الإنجليزية)
- كابالي على موقع كينوبويسك (الروسية)